# アーカスプロジェクト

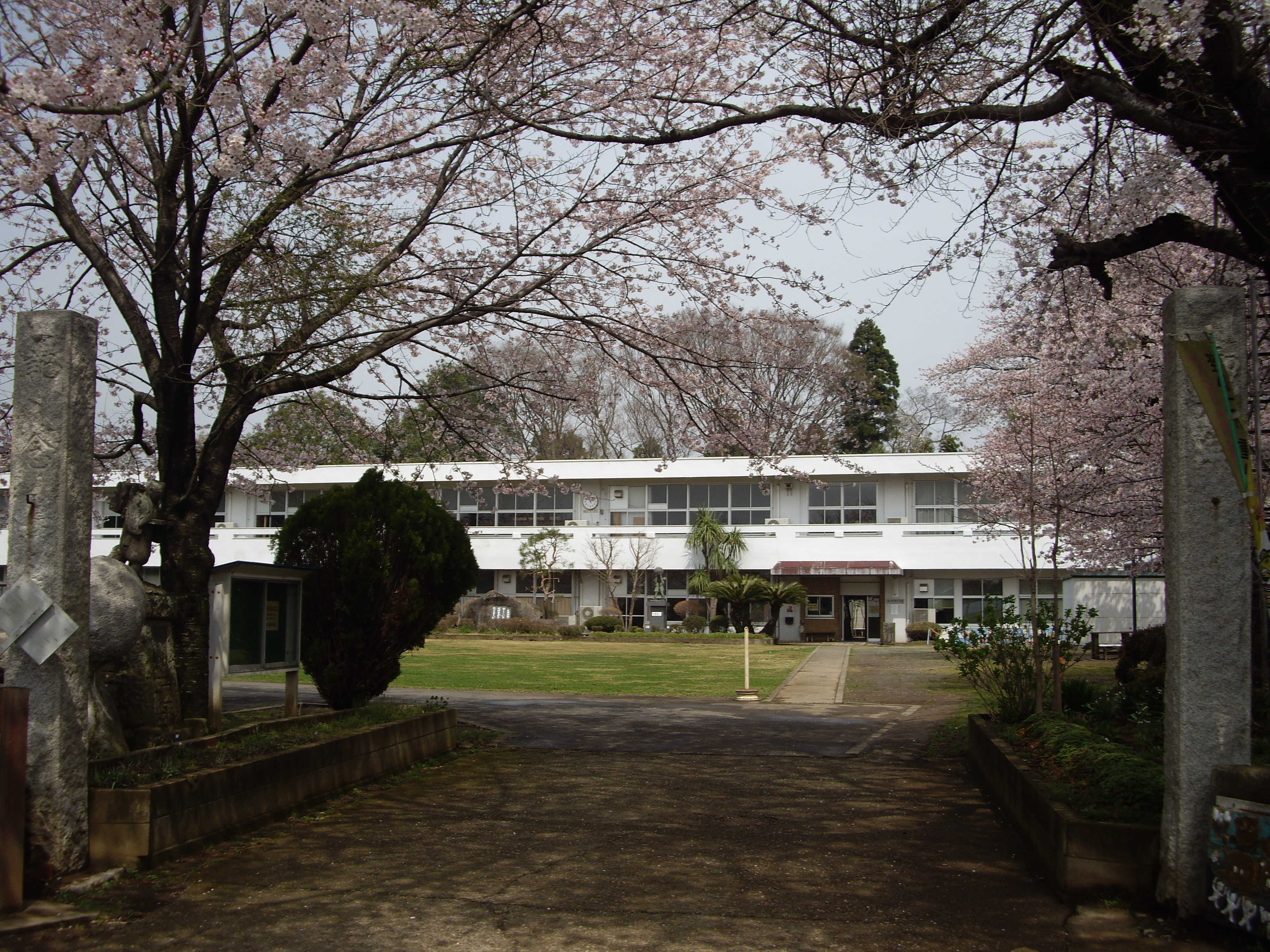
もりや学びの里（活動拠点）

アーカスプロジェクト（ARCUS Project）は、茨城県が策定した構想を元に、茨城県守谷市を拠点に行われているアーティスト・イン・レジデンス活動。主催は茨城県と守谷市、運営はアーカスプロジェクト実行委員会。世界各国のアーティストを招き滞在中の創作活動を支援するレジデンスプログラムのほか、ヒビノホスピタルをはじめとするワークショップ等の地域プログラムも行われている。

## 構想から事業化までの経緯
アーカスプロジェクト (ARCUS Project)が構想されたきっかけは、1991年の東京藝術大学取手キャンパス新設である。キャンパスのオープンを前に、当時の茨城県知事竹内藤男と東京藝術大学学長 平山郁夫が芸術文化を特色とする新しい地域づくりについて対談した際に出てきた「国際芸術文化交流拠点」という言葉が構想の核となった。その後、1992年度に茨城県が専門家による委員会を設置して事業化構想を検討する中で、芸術の創造活動を支援するというコンセプトが固まり、具体的な事業としては当時日本では例の少ないアーティスト・イン・レジデンス(Artist in Residence)が最有力となった。
事業化するに当たってのハードルのひとつは、どこでアーティスト・イン・レジデンスをやるかという場所の問題だった。きっかけとなった取手キャンパスとの近接性だけでなく、アーティストが自由に創作に使える建物と、アーティストの住居が必要であり、取手市、守谷町（当時・現守谷市）、伊奈町（当時・現つくばみらい市）等で適地探しが行われた。
最終的に守谷町に決まった一番のポイントは、1995年（平成7年）に、守谷市薬師台四丁目に新・大井沢小学校が開校することに伴い、旧・大井沢小学校が廃校になることが決まっていたことだった。空いていた同校の講堂（その後取り壊された）がアーティストのスタジオとしてすぐに使えること、その後は空き教室が使えることは、人口が増加していた取手・守谷地区においては得難い条件だった。
また、守谷町は住宅都市整備公団によるニュータウン整備が進むのと並行して民間アパート建設も多く、アーティストの住居確保も比較的容易だった。2000年につくばエクスプレスの開業が予定され（実際の開業は2005年）、秋葉原に30分台で出られるようになることも魅力だった。
なお、廃校となった旧・大井沢小学校は改修を経て守谷市立の生涯学習施設「もりや学びの里」となり（1995年（平成7年））、その中のいくつかの旧教室をスタジオとしてアーティストの創作活動支援が行われている。

## 事業概要

### アーティスト・イン・レジデンス
アーカスプロジェクトのアーティスト・イン・レジデンスプログラムは、日本のアーティスト・イン・レジデンス事業の草分け的存在として知られ、アーカスプロジェクトの中心となる活動である。公募、選考委員会による選考を経て選ばれた新進気鋭の若手アーティストを世界各国から招き、100日前後の滞在中の創作活動をスタッフやボランティアが支援している。
ここで展開されているのはいわゆる現代アートであり、敢えて分類すれば映像やインスタレーションと名付けられるものが比較的多いが、アーティストはジャンル分けに基本的にはこだわっていない。
公募には世界中から700人前後（2017年は過去最多の717人）の応募がある。選考においては、これまでの活動実績のほか、日本・茨城・守谷で何をリサーチし、表現したいかが重視される。選ばれたアーティストは、地域を歩き、人々と語り合い、時には地元の人に制作を手伝ってもらうなどの交流を経ながらリサーチ活動を通じ、日本や地域の歴史・文化に触れ、次の創作に向けた新しい発想を得ている。
アーカスに滞在したアーティストには、山出淳也、島袋道浩、シャロン・ロックハート（Sharon Lockhart）、テレジータ・フェルナンデス（Teresita Fernández）、ティファニー・チュン(Tiffany Chung)など、国内外で活躍している者が数多くいる。

### 地域プログラム
多くの人々に創造的な体験機会を提供するため、滞在アーティストによるワークショップやレクチャー、市民による自主企画、市内小中学校へ向けたアートエデュケーション構想プログラムや日本人若手アーティストのワークショップ実施など、さまざまなプログラムを年度ごとに開催している。また、研修プログラムとして位置づけられ1999年より開始したアーティスト日比野克彦によるワークショップシリーズ「HIBINO HOSPITAL（日比野美術研究室付属病院放送部）」は、現在も継続して行われている。

## レジデントアーティスト一覧
- 過去招聘アーティスト一覧リンク

1994年度のプレ事業以来（1995年−2000年度のパイロット事業、2001年度よりアーカスプロジェクト実行委員会として発足）2020年現在までに招聘したアーティストは106組（107名）にのぼる。（エクスチェンジ・レジデンシー・プログラムの招聘・派遣アーティストは除く）半数を超えるアーティストが滞在後に再来日、または日本国内での展覧会参加を果たしている。
| 年     | 名前                               | Name                        | 国       |
| ------ | ---------------------------------- | --------------------------- | -------- |
| 1994年 | ドミニク・ゴンザレス・フォルステル | Dominique Gonzalez-Foerster | フランス |
| 1994年 | アンジェラ・ブロック               | Angela Bulloch              | 英国     |
| 1995年 | スティーヴン・アンドリュース       | Stephen Andrews             | カナダ   |

## 作品
アーカスプロジェクト滞在中にアーティストによって制作された、あるいは、滞在中に構想されその後制作された作品には次のようなものがある（一般に公開されているもの）。
- Sharon Lockhart, "Goshogaoka"
- Song Ming Ang, "Be True To Your School"
- Jason Kofke, "Everything Will Be OK" (壁画シリーズ、守谷第一病院前ほか市内各所）

## 主なスポンサー
様々な団体が助成、後援、協賛、協力を行っているが、ここでは知名度の高い主なものを列挙する。
- 年度毎のリンク

- 文化庁
- 国際交流基金
- オランダ大使館
- フランス大使館
- ブリティッシュ・カウンシル
- アジア・カルチュラル・カウンシル
- 関彰商事株式会社
- 鹿島埠頭株式会社
- 株式会社高橋合金
- アサヒビール株式会社
- 財団法人地域創造
- 株式会社ワコール
- 東京電力株式会社（2011年度まで）

## その他
- 【由来】ARCUS（アーカス）は、ラテン語で「弓型のもの」（アーチ）、「門」の意味を持っており、新たな芸術が創造される門（登竜門）となること、アート活動の中心地「ART×FOCUS」となることを願い、命名された。
- 2012年（平成24年）7月27日には、期間限定で市民サークルの展示や、若手アーティストの作品展を行う施設として守谷駅前のOurs MORIYA1Fに「MORIYA EAST CAST」が開設された。
- 2015年、近隣を流れる鬼怒川決壊（平成27年9月関東・東北豪雨）により課題となった、20余年の活動記録資料の保護、保管設備を整備するため、2016年度にアーカイブ整備の一環としてクラウドファンディングを実施した[3]。
- 2008年度以降、招聘を停止していた日本人アーティストの招聘枠を2019年度より再開。

## 参考資料
- アーカスプロジェクト アーカスプロジェクトのオフィシャルサイト
- アーカスアーカイブプロジェクト公開用資料リスト
- 1995年3月8日茨城県議会における小川一成議員の質問
  - それに対する中島正弘企画部長の答弁
- 2018年11月10日 茨城新聞朝刊1面「本県芸術振興の礎」
- 「アーカスプロジェクト2018いばらき」展
- 国土交通省土地・地域整備局「まち再生事例データベース」事例番号35
- AIR_J アーカスプロジェクト（日本全国のアーティスト・イン・レジデンス総合サイト）

## リンク
- アーカスプロジェクト